# Logística na saúde
A logística na saúde tem como objectivo o paciente, controlando todos os intervenientes e organizando todo o material, por forma a garantir um atendimento cuidado ao paciente. A logística na saúde engloba três áreas: assistência interna, externa e serviço domiciliário. Para que este processo funcione é necessário que todos os diferentes requisitos logísticos estejam disponíveis, tendo em conta que estes são definidos por unidades funcionais diversas, assim como por fornecedores com sistemas logísticos diferentes (Desafios, 2004).

## Processos Logísticos na Área da Saúde
Devido às suas características bastante especificas, os processos logísticos devem ser abordados não só para a minimização de custos mas também como um elemento fundamental de apoio à prestação de cuidados de saúde a pacientes.
"De acordo com estudos publicados internacionalmente, estima-se que 46% do orçamento operacional de um hospital seja despendido em atividades
relacionadas com Logística, 27% dos quais em Material e Equipamentos e 19% em Mão-de-obra. Uma total optimização dos Processos Logísticos pode levar a reduções de 48% destes custos melhorando ainda o nível de serviço hospitalar".(Logística na Saúde, 2009).

## Inbound, Permanência e Outbound dos Serviços de Urgência
Genericamente, uma de duas formas para gerir a chegada de um utente a um serviço de urgência hospitalar ou a um centro de atendimento permanente/urgente é lhe solicitado a espera em fila, i.e., mantendo uma lógica de atendimento por ordem de chegada ou submetendo o utente a um processo de triagem inicial (observação e avaliação; por exemplo, por aplicação do Sistema de Triagem de Manchester), no sentido de perceber e classificar o grau de urgência com que chega ao sistema.
Supondo a não existência de triagem, os tempos de espera dos utentes não dependem do seu estado de saúde (i.e., não dependem do seu grau efectivo de urgência) mas, antes, do número de pessoas que se encontram em espera à sua frente.
As melhores soluções requerem, para além da intervenção do racional clínico, médico, a participação do racional logístico e da trilogia de tempo, custo e qualidade do serviço, quer no desenho da solução específica, processual e de gestão de chegadas no contexto da unidade hospitalar, que no desenho da solução geral, i.e., para o sistema de urgências hospitalares em articulação com vários serviços de atendimento permanente/urgente que devem de cobrir todo um país. Sendo que em todos os casos impõe-se maior visibilidade intra e entre unidades de saúde e estandardização de procedimentos e processos.(Carvalho, 2009, p. 45)